# Nepen-Diakha-Berge
Die Nepen-Diakha-Berge in der Gemeinde Dakateli bilden auf der Grenze zwischen Guinea und Senegal eine etwa 11 Kilometer lange westöstlich gerichtete Bergkette, die mit einer steilen Abbruchkante nach Norden einen Nordpfeiler des regenreichen und bis 1537 m aufragenden Fouta Djallon-Berglands darstellen, dem die Flüsse Senegal, Gambia und Niger entspringen. 
In den Nepen-Diakha-Bergen liegt mit 648 m der höchste Punkt des westafrikanischen Landes Senegal.
Da in offiziellen Kartenwerken die Bergkette selbst nicht weiter benannt ist, lässt sich ein Name nur von einem der Gipfelhöhe nahegelegenen Dorf ableiten, das Nepen Diakha heißt und 2700 Meter nordwestlich auf etwa 123 m Höhe im Quellgebiet eines Tals liegt, das nach Norden zu dem 35 Kilometer entfernt vorbeifließenden Gambia entwässert.
Seit 2024 gibt es einen Nachweis, dass die guineische Seite des Gipfelplateaus mit einer Höhe von 638 m als Felo Barkere bezeichnet wird, benannt nach dem sechs Kilometer weiter südwestlich in der Region Labé gelegenen Dorf Barkéré, verortet allerdings auf Koordinaten der senegalesischen Seite der Grenze, 30 Meter nordöstlich des senegalesischen Gipfelpunktes.